# Kasteel van Kruszwica
Het Kasteel van Kruszwica (Pools: Zamek w Kruszwicy) was een 14e-eeuws kasteel op een schiereiland in het Gopłomeer in het Poolse woiwodschap Koejavië-Pommeren.

## Geschiedenis
Het kasteel is door Casimir III van Polen in 1350 gesticht en werd omringd door een elf meter hoge ommuring. Het kasteel ging tijdens een grote brand in 1519 verloren, waarna het werd heropgebouwd. Het kasteel stond in 1591 opnieuw in brand.
Tijdens de Noordse Oorlog werd het kasteel in 1655 door de Zweden veroverd, die het 1657 hebben platgebrand. De ruïne is daarna nooit meer heropgebouwd. Wel is de 32 meter hoge donjon in 1861 gerestaureerd en voorzien van een houten trap.

## Huidige staat
Tegenwoordig is alleen de bakstenen donjon overgebleven en staat het tegenwoordig niet meer op een eiland, maar op een schiereiland. De ruïne is op 9 februari 1933 opgenomen in het Register van onroerende monumenten - Woiwodschap Koejavië-Pommeren op het nummer A/866. In 2011 werd een gedeeltelijk gereconstrueerde valbrug aan het complex toegevoegd. Het ontwerp van de brug is gebaseerd op een 17e-eeuwse prent.

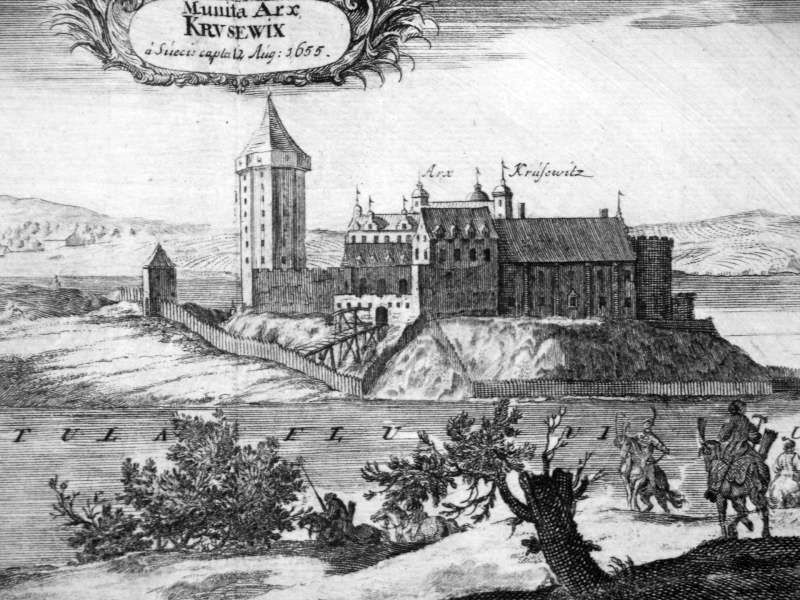
Het kasteel in 1655, afgebeeld op een 17e-eeuwse prent.
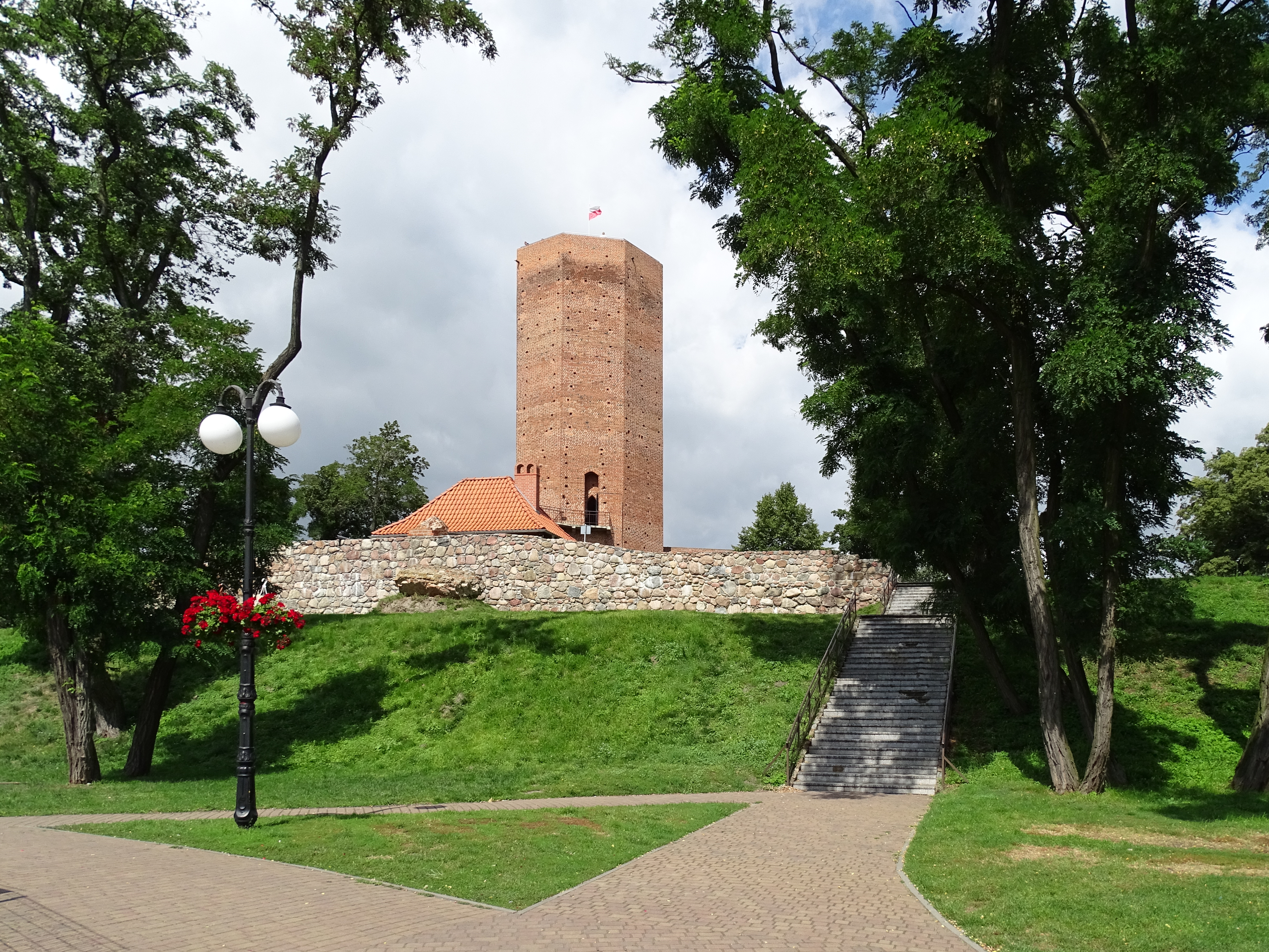
De voormalige donjon wordt in de volksmond "Mysia Wieża" (de Muizentoren) genoemd.
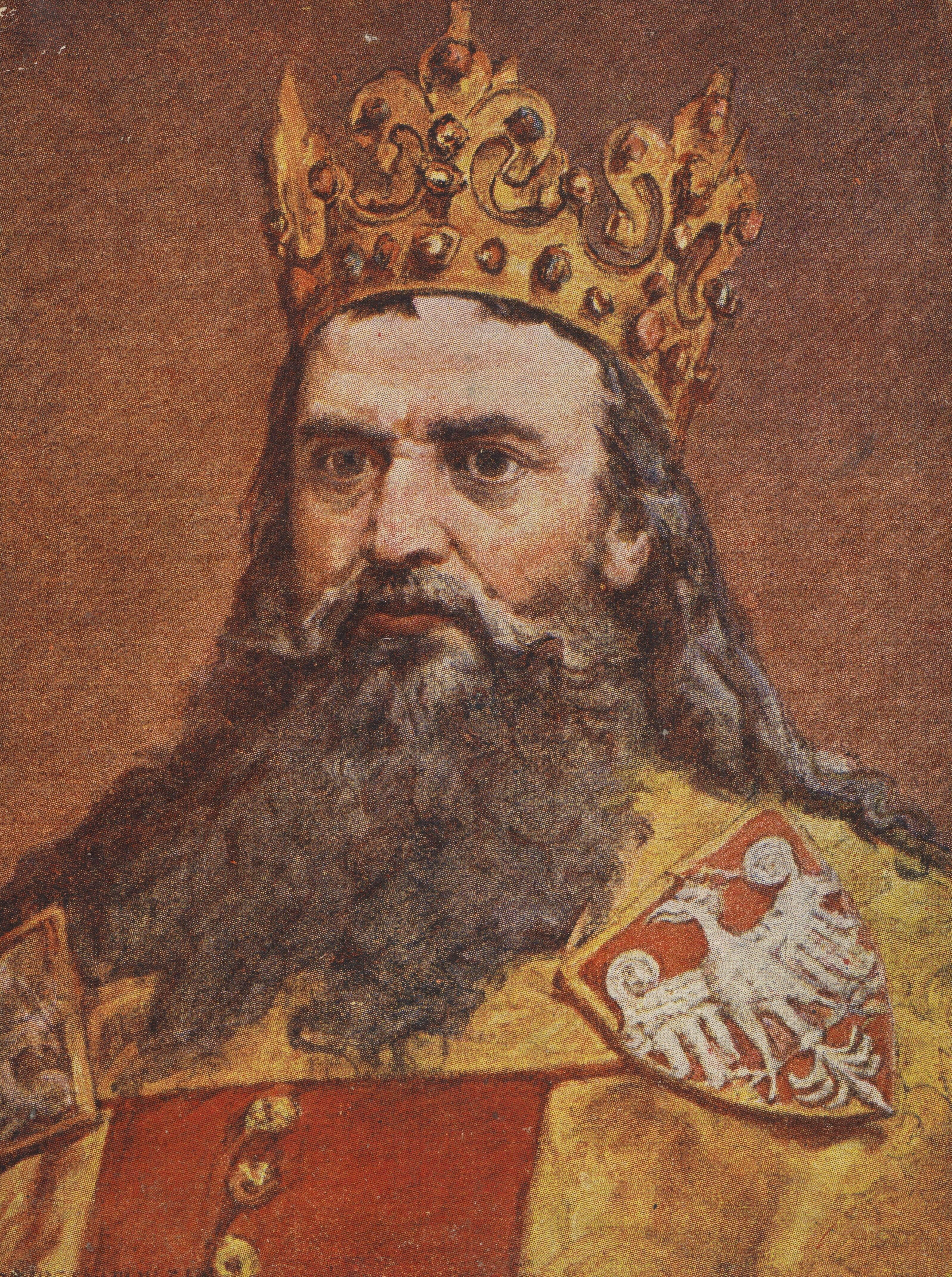
Casimir III van Polen is de stichter van het kasteel.
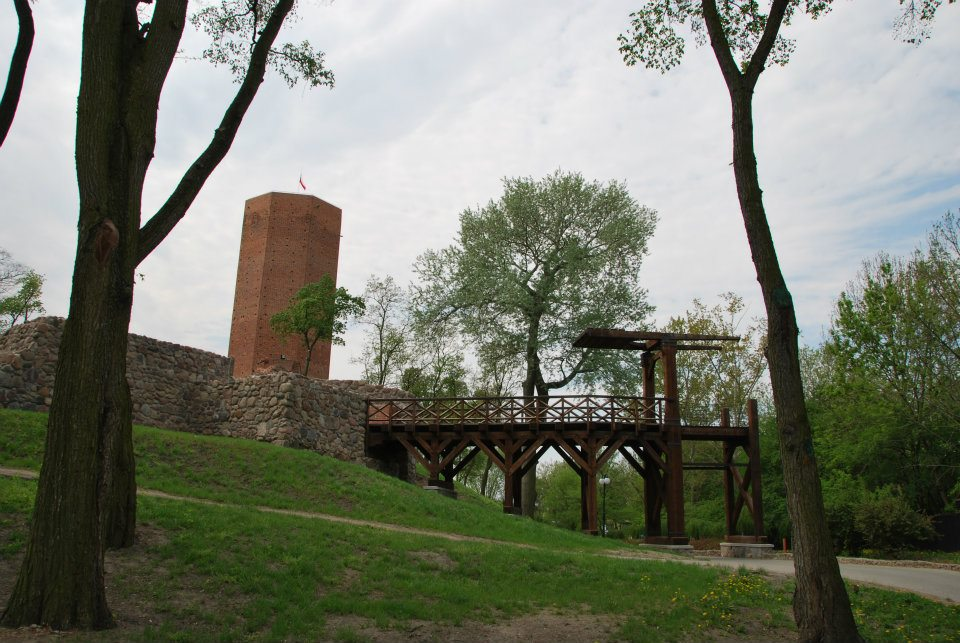
Het kasteel met de gereconstrueerde valbrug.
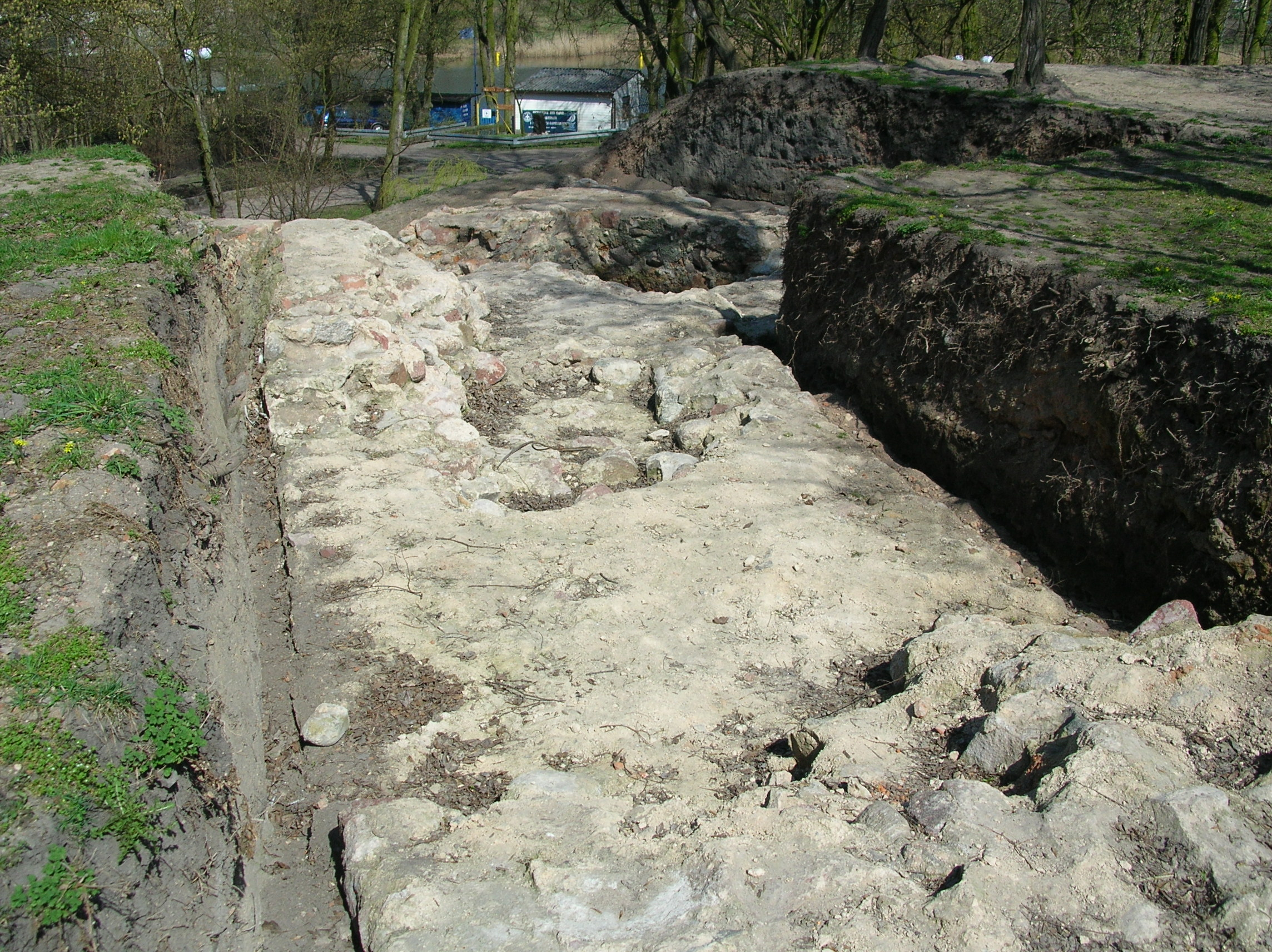
Een kasteelmuur blootgelegd tijdens archeologisch onderzoek.
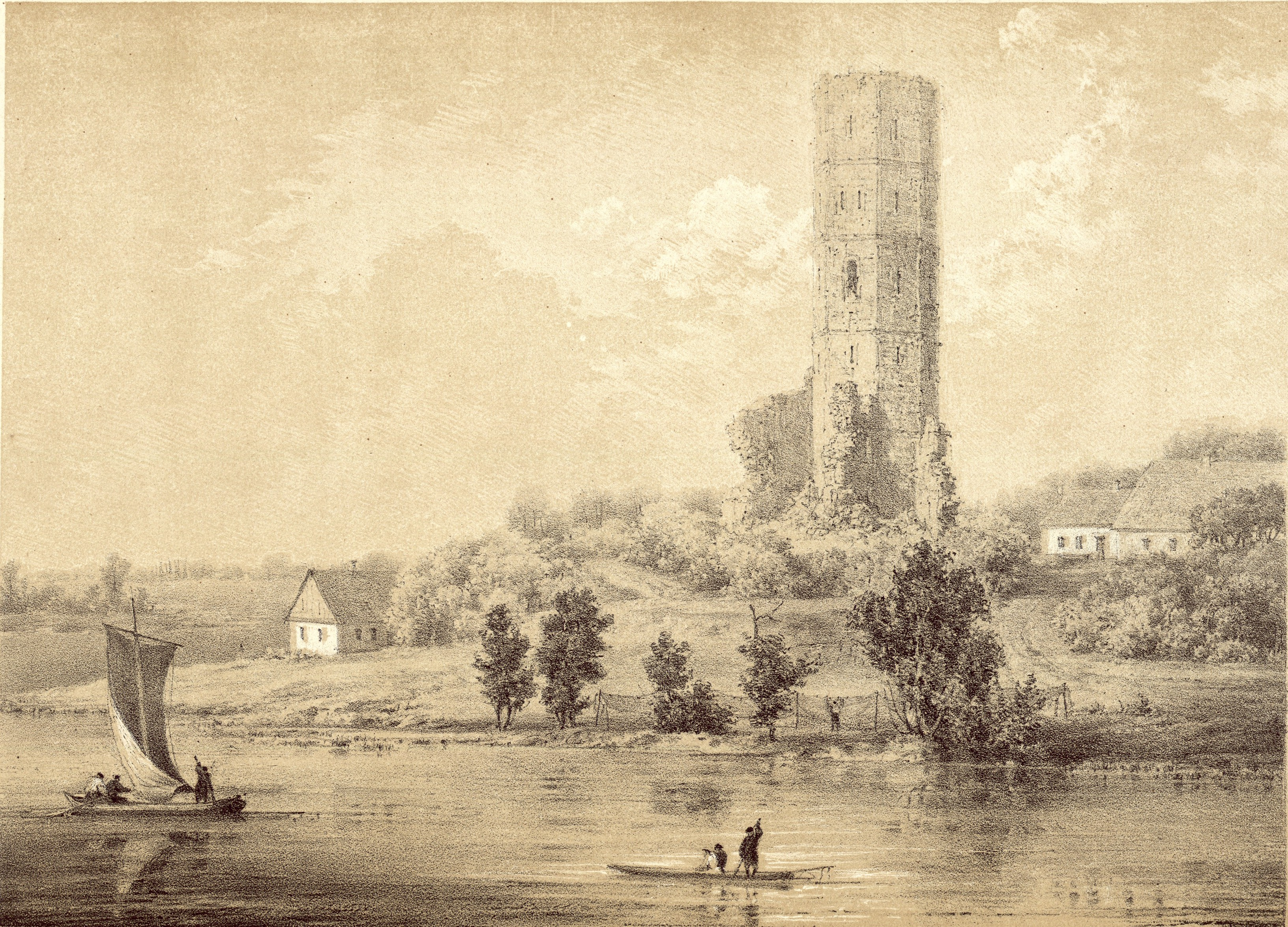
De ruïne in de 19e eeuw
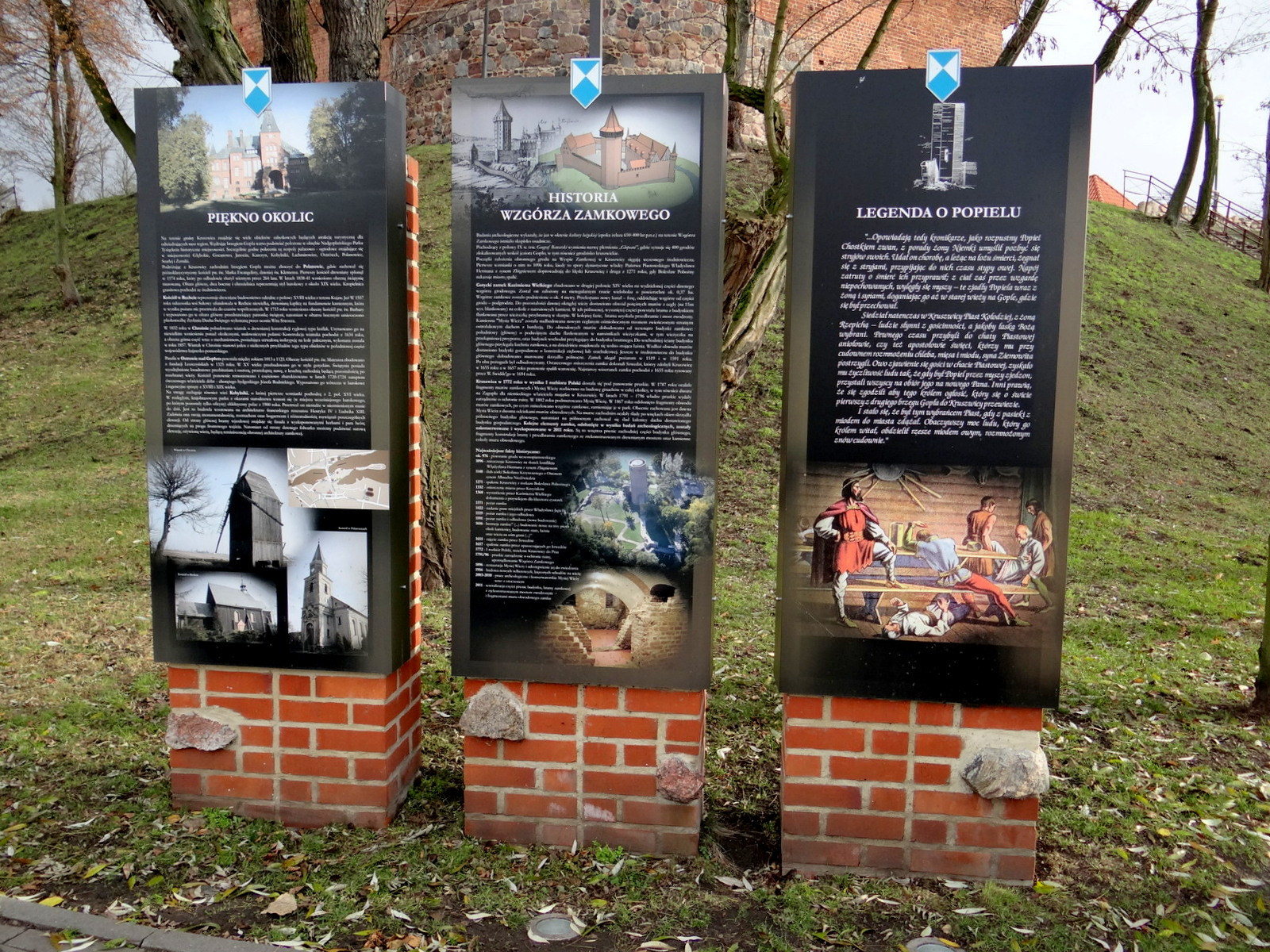
Informatiepanelen bij de ruïne.